# Čukalovce
Čukalovce (em húngaro: Csukaháza) é um município da Eslováquia, situado no distrito de Snina, na região de Prešov. Tem 9,03 km² de área e sua população em 2018 foi estimada em 160 habitantes.

## Demografia
| Ano:        | 1994 | 2004   | 2014    | 2024    |
| ----------- | ---- | ------ | ------- | ------- |
| Broj ljudi: | 169  | 153    | 175     | 156     |
| Razlika:    |      | -9,46% | +14,37% | -10,85% |

| Ano:               | 2023 | 2024  |
| ------------------ | ---- | ----- |
| Número de pessoas: | 160  | 156   |
| Diferença:         |      | -2,5% |